# Frickenhausen am Main

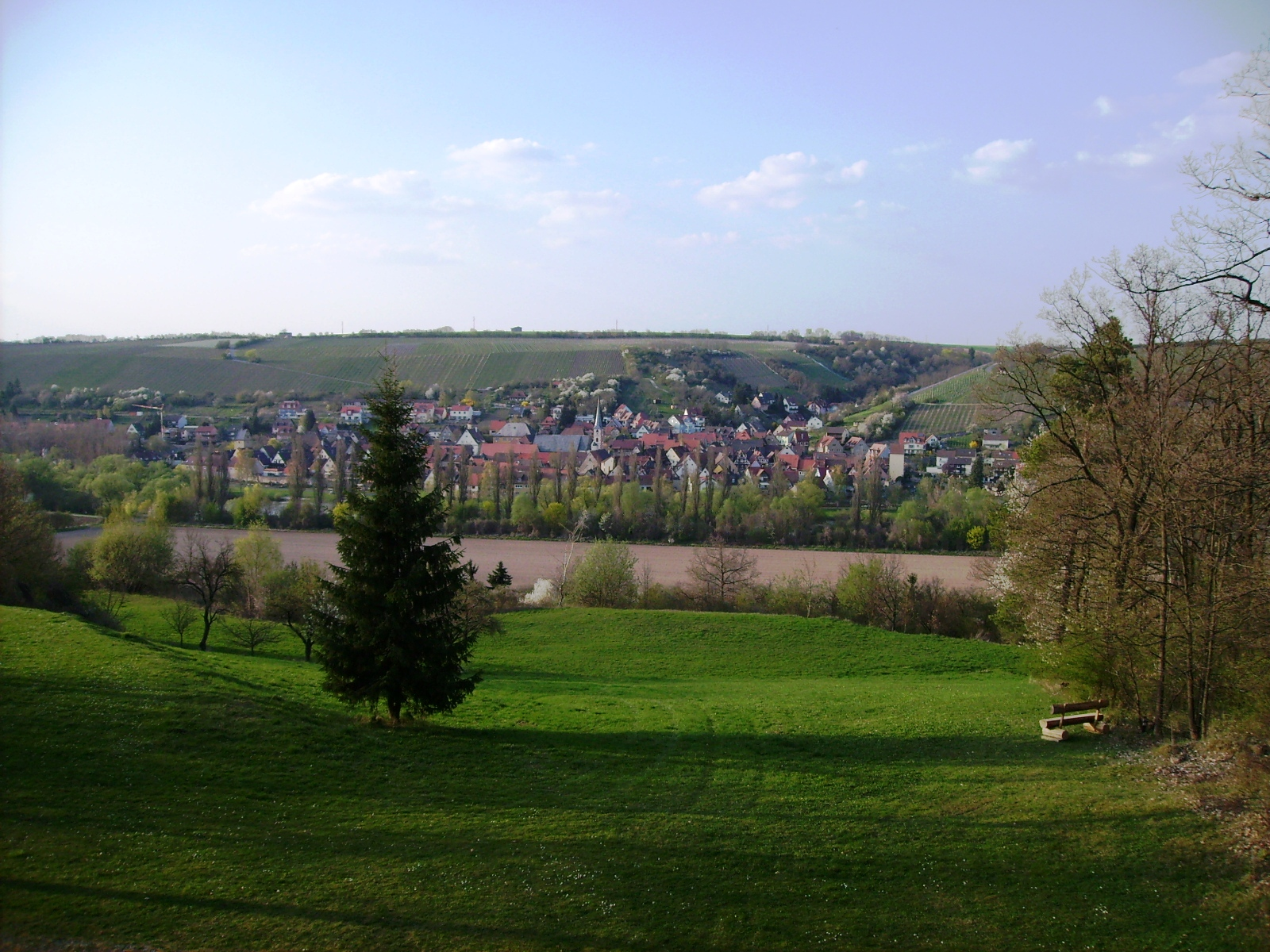
Frickenhausen am Main

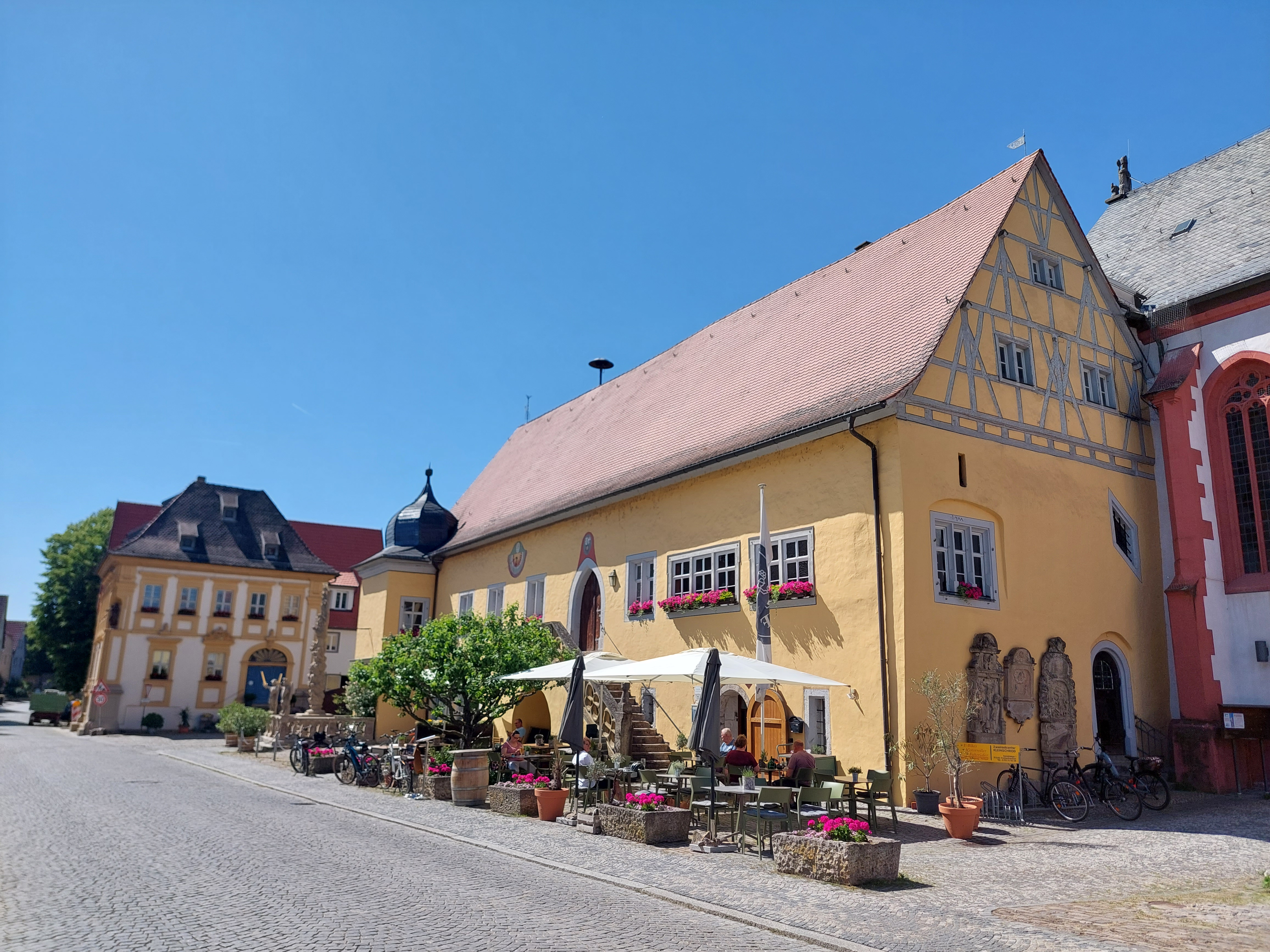
Spätmittelalterliches Rathaus mit barockem Bürgerhaus und Mariensäule

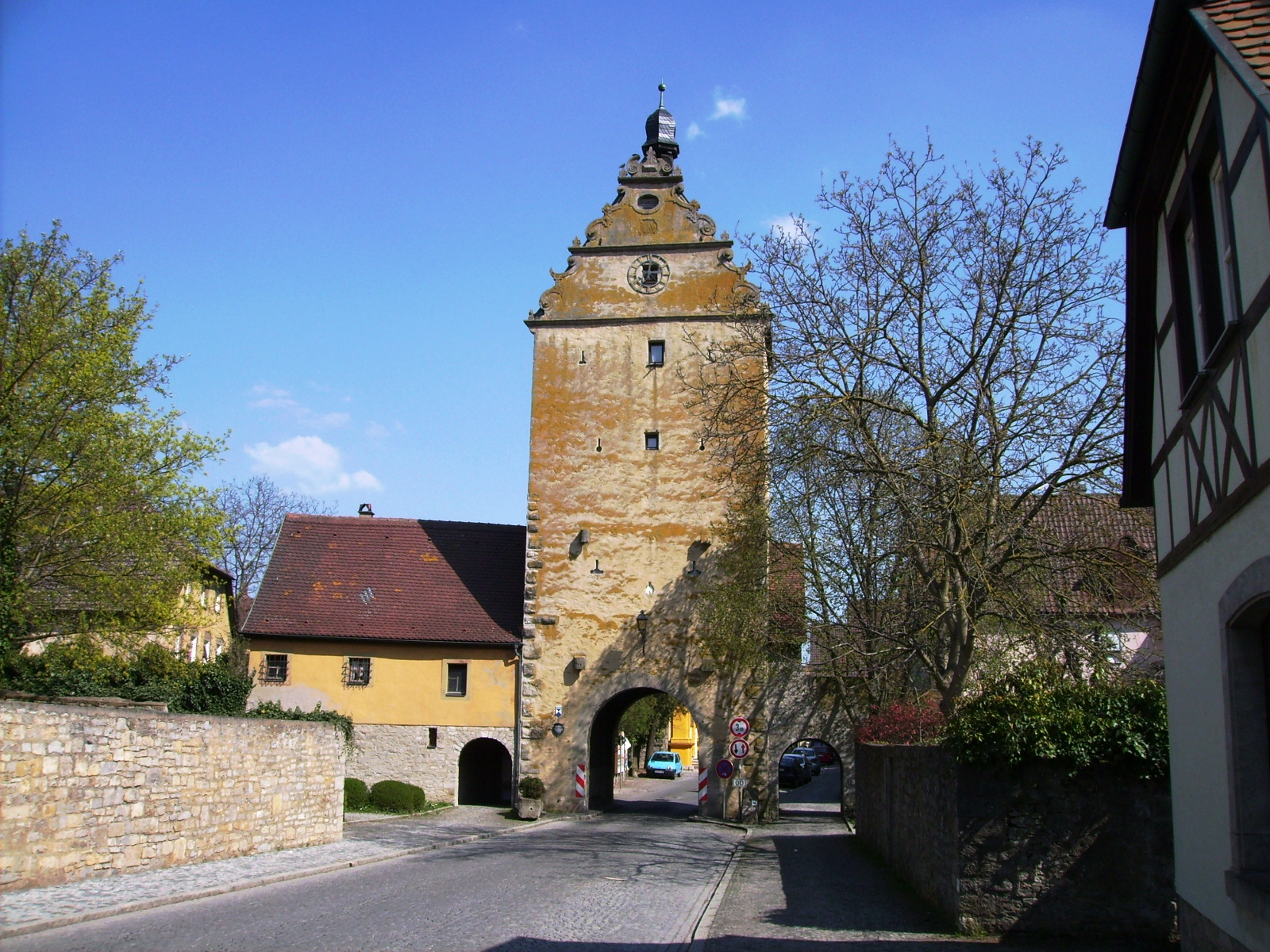
Unteres Tor, westliches Haupttor der im 15. Jahrhundert erbauten Befestigung mit Renaissancegiebel von 1518

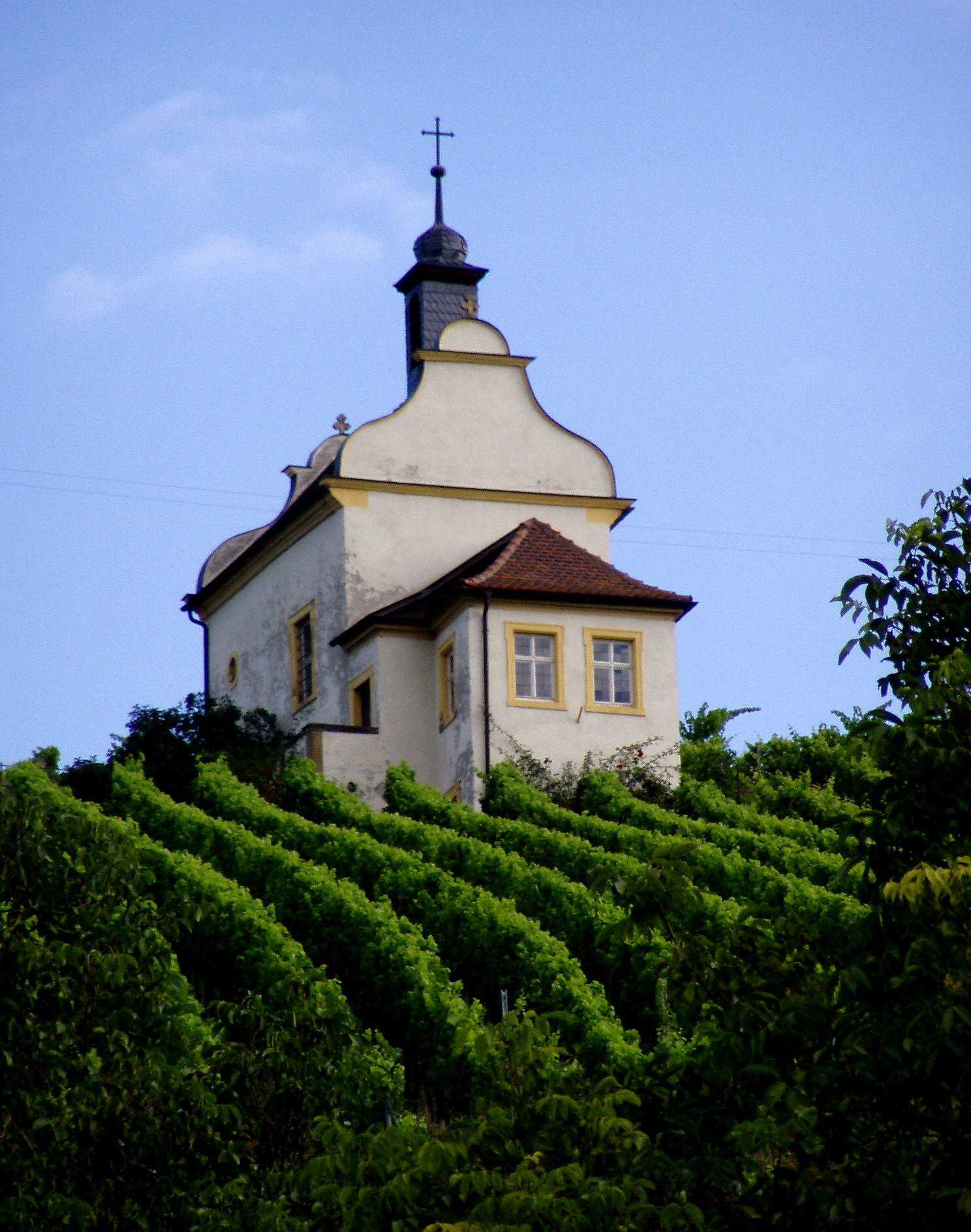
Die Valentinskapelle im Frickenhäuser Weingarten im Besitz der Familie Pfeuffer

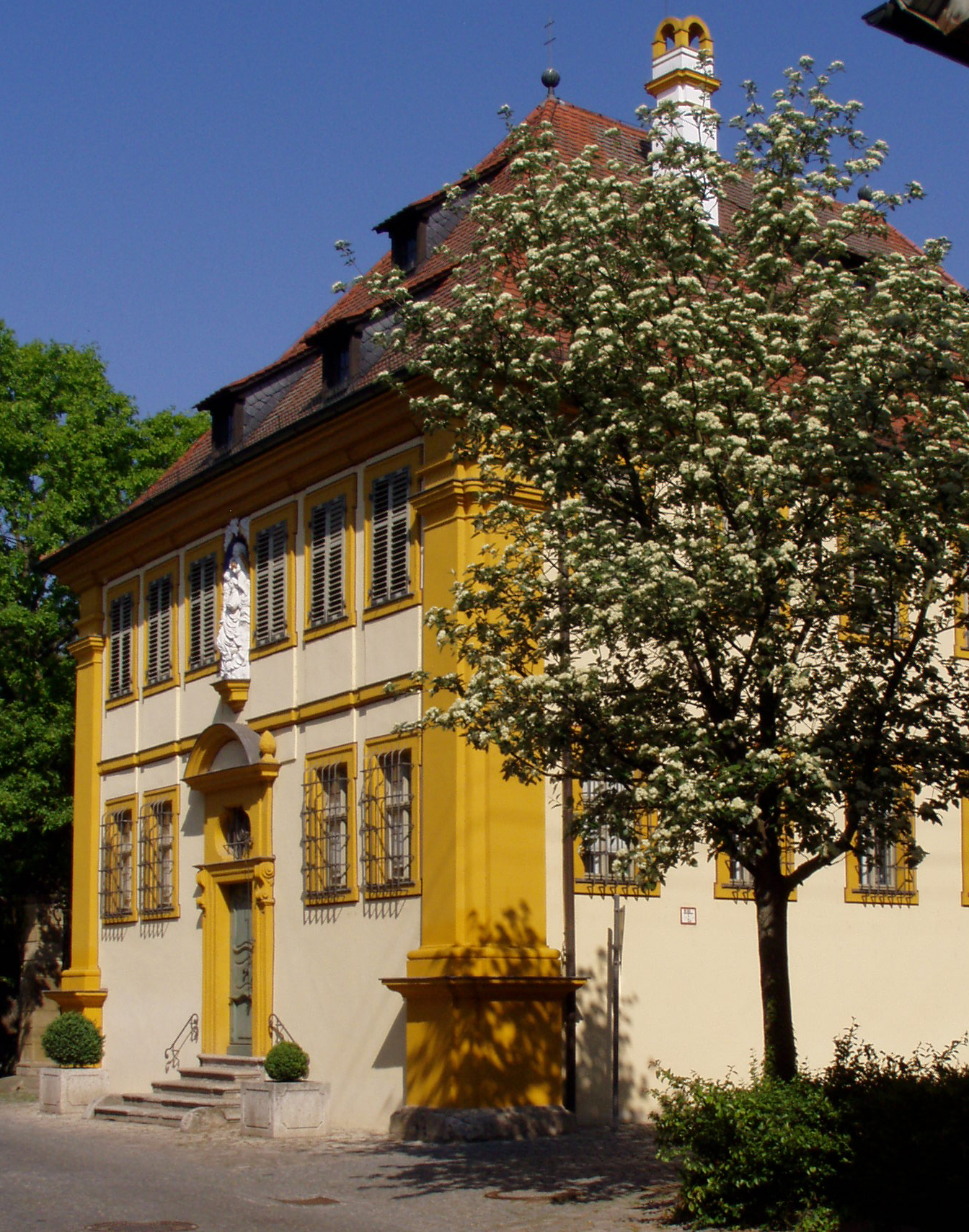
Schwarzenberg Palais

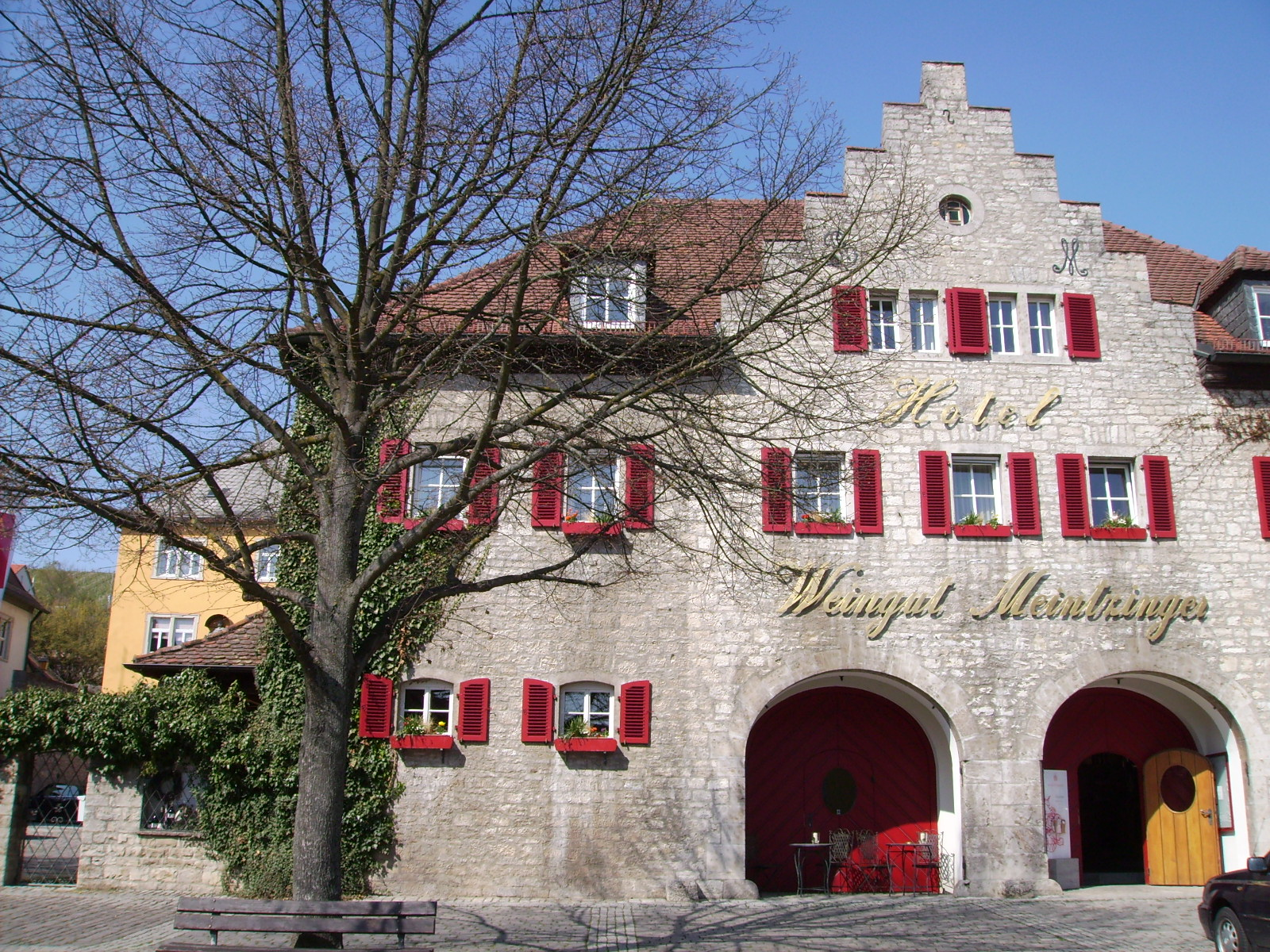
Frühere Weinkellerei des Domkapitels zu Würzburg, 1475 unter Wilhelm Herr zu Limburg errichtet von dem Baumeister Jorg von Elrichhausen

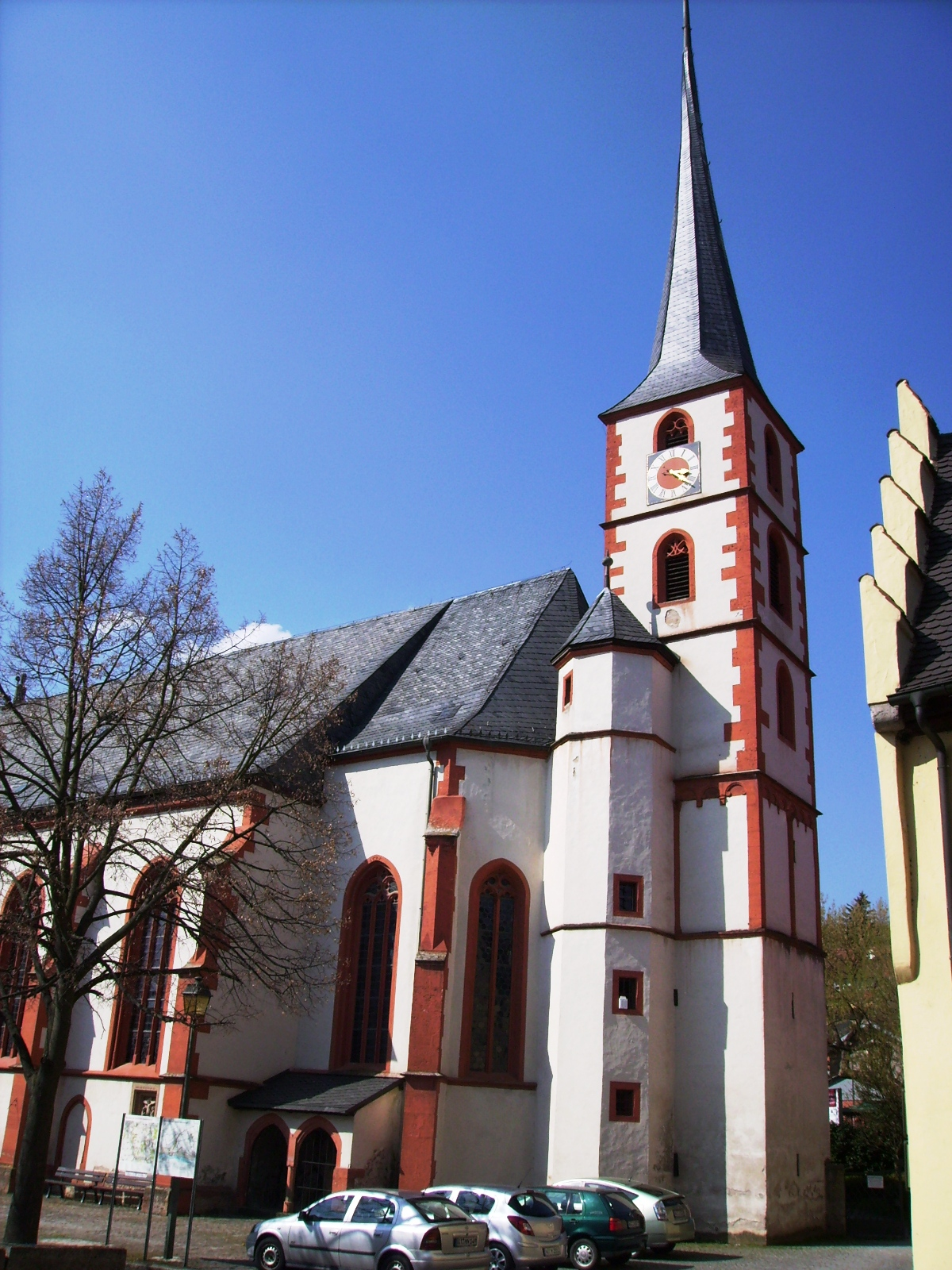
Pfarrkirche St. Gallus

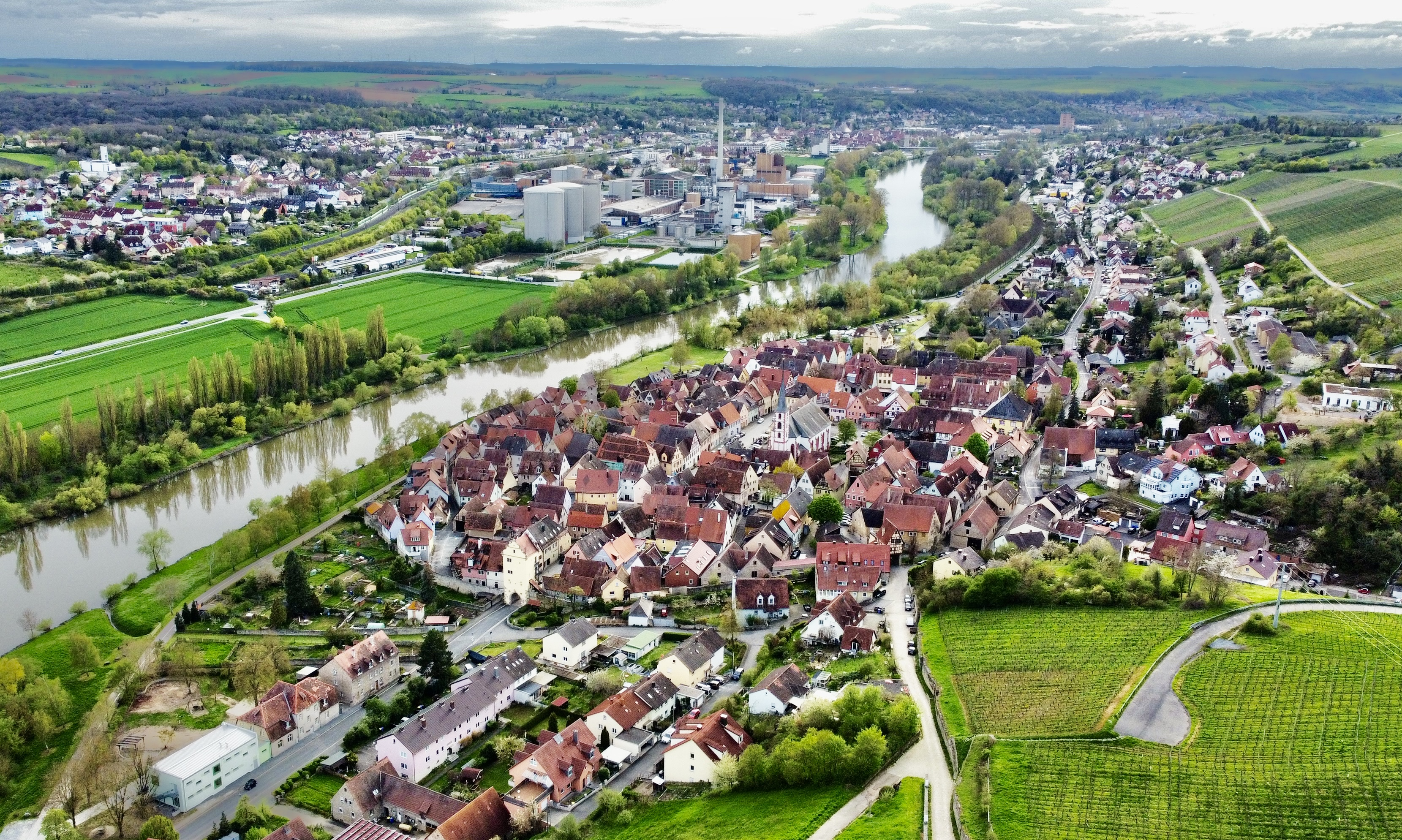
Luftaufnahme von Frickenhausen am Main (im Hintergrund Stadt Ochsenfurt)

Frickenhausen am Main (amtlich: Frickenhausen a. Main) ist ein Markt im unterfränkischen Landkreis Würzburg und Mitglied der Verwaltungsgemeinschaft Eibelstadt. Es handelt sich um einen der ältesten mittelalterlichen Weinorte in Mainfranken, dessen historisches Erscheinungsbild weitgehend erhalten ist. Unter der Herrschaft des Domkapitels zu Würzburg entstanden zahlreiche Fachwerk- und Barockgebäude. Die Weingüter sind seit salischer Zeit bekannt.

## Geographie
Die Gemeinde liegt im Regierungsbezirk Unterfranken, in der Region Mainfranken, im Landkreis Würzburg an der südlichen Spitze des Maindreiecks.
Frickenhausen hat zwei Gemeindeteile (in Klammern ist der Siedlungstyp angegeben):
- Frickenhausen am Main (Hauptort)
- Markgrafenhöfe (Weiler)

Nachbargemeinden sind Ochsenfurt und Segnitz.

## Geschichte

### Babenberger
Bis zum 9. Jahrhundert gehörte die Siedlung zum Herrschaftsbereich der Babenberger. Der örtliche Weinbau und die Errichtung einer eigenen Kirche dürfte auf dieses Adelsgeschlecht zurückgehen. Frickenhausen gelangte dann an das Hochstift Würzburg im Wege einer Schenkung, nachdem der gräflich babenbergische Besitz infolge der Babenberger Fehde dem Reich verfallen war. Diese Schenkung ist dokumentiert in einer Urkunde von König Ludwig dem Kind aus dem Jahr 903. Der König schenkte dem Bistum Würzburg Kirche und Königsgut in Frickenhausen. Damit sollte es für die Verwüstungen durch Adalbert von Babenberg entschädigt werden.

### Hochstift Würzburg
Die Würzburger Bischöfe erhoben Frickenhausen zum bischöflichen Tafelgut. Sie förderten das örtliche Gewerbe und die Landwirtschaft, insbesondere den Weinbau. Am 12. Mai 1182 bestätigte Papst Lucius III. dem Hochstift die „villa, que dicitur Frickenhusen.“ Bischof Berthold II. von Sternberg inkorporierte 1276 mit Zustimmung des Domkapitels die bischöfliche Patronatspfarrei „Frickenhusen“ mit ihren Kapellen dem Hochstift zur Aufbesserung der Pfründe. Im 14. Jahrhundert sammelte das Hochstift immer mehr Schulden an, was zu Anfang des 15. Jahrhunderts den damaligen Bischof Johann I. von Egloffstein dazu veranlasste, durch Verkäufe die Verschuldung des Hochstifts zu reduzieren.

### Domkapitel zu Würzburg
So kam Frickenhausen durch einen Verkauf im Jahr 1406 für 10.000 Gulden an das Würzburger Domkapitel, das den Ort weiter förderte. Es kann nicht mit Bestimmtheit nachgewiesen werden, wann der Ort das Marktrecht erhielt. Wenn kein Datum der Marktrechtverleihung überliefert ist, deutet dies auf ein hohes Alter des Marktgeschehens hin. Da aber König Ruprecht von der Pfalz (1400–1410) am 14. November 1406 vom Domkapitel die schriftliche Bitte vorgelegt wurde, den Jahrmarkt am Gallustag (16. Oktober) um drei Tage zu verlängern, müssen schon früher regelmäßig Märkte stattgefunden haben. Im Jahre 1642 wurde mit dem Jahrmarkt auch ein Viehmarkt verbunden. Allen Besuchern, die sich am Frickenhäuser Markt beteiligten, wurde des Hl. Römischen Reichs Schirm und Geleit zugesichert.
Im Jahre 1475 baute das Domkapitel eine große Weinkellerei. In der zweiten Hälfte des 15. Jahrhunderts wurde außerdem eine massive Befestigung mit Mauer und Türmen angelegt. Der spätmittelalterliche Mauerring umfasst den Ort in einem etwa rechteckigen Umriss und ist in seinem ganzen Umfang erhalten. Im 16. Jahrhundert wurden die Pfarrkirche St. Gallus, eine dreischiffige Hallenkirche, und das angrenzende Rathaus im Stil der Spätgotik errichtet.
Insbesondere gedieh der Weinbau auf den Muschelkalkböden an den Hängen zum Main. Zahlreiche adlige Geschlechter und geistliche Grundherren erwarben Weinkeller in Frickenhausen. Es wurden prächtige Fachwerkhäuser gebaut. In der Zeit des Barock entstanden dann auch einige repräsentative Patrizierhäuser.
Zwischen 1500 und 1806 lag Frickenhausen im Fränkischen Reichskreis.

### Bayern
Im Rahmen der durch den Reichsdeputationshauptschluss geregelten Säkularisation wurde 1803 das Hochstift Würzburg aufgelöst. Frickenhausen fiel damit an das Kurfürstentum Bayern.

### Einwohnerentwicklung
- 1970: 1511 Einwohner
- 1987: 1236 Einwohner
- 1991: 1247 Einwohner
- 1995: 1308 Einwohner
- 2000: 1321 Einwohner
- 2005: 1277 Einwohner
- 2010: 1250 Einwohner
- 2015: 1229 Einwohner
- Bevölkerungsdichte:

| 117 Einwohner je km² |

Im Zeitraum 1988 bis 2018 stieg die Einwohnerzahl von 1221 auf 1248 um 27 Einwohner bzw. um 2,2 %. 1999 hatte der Markt 1321 Einwohner.
Quelle: BayLfStat

## Politik

### Bürgermeister
- Ludwig Hofmann (SPD,[9] 1990–2014)
- Reiner Laudenbach (CSU, 2014–2020)
- Günther Hofmann (SPD/Freie Wähler) ist seit dem 1. Mai 2020 Bürgermeister.[10] Er wurde am 15. März 2020 mit 53,4 % der Stimmen gewählt.

### Wappen
| Wappen von Frickenhausen am Main | Blasonierung: „In Silber ein aufrechter goldener Krummstab, dem ein waagrechtes grünes Rebstück unterlegt ist; daran beiderseits je ein nach oben gerichtetes grünes Blatt und eine herabhängende goldene Traube.“ |
| Wappen von Frickenhausen am Main | Wappenbegründung: Frickenhausen ist seit alters her bekannt für seine gute Weinlage. Dies kommt durch das Rebstück mit den Trauben zum Ausdruck. Der Bischofsstab erinnert an das Hochstift Würzburg, das seit dem frühen 10. Jahrhundert in Frickenhausen belegt ist. 1406 kam der Markt an das Würzburger Domkapitel. Aus dem Jahr 1537 ist der Abdruck eines Siegels mit den nebeneinander hängenden Trauben und dem Bischofsstab überliefert. Gleiches Bild steht auch in zwei späteren Siegeln. In der Bürgermeistermedaille von etwa 1820 und in Abbildungen des 19. Jahrhunderts fehlt der Bischofsstab bisweilen. Dieses Wappen wird seit dem 16. Jahrhundert geführt. |

### Gemeindepartnerschaften
- Luc-sur-Mer
- Mildenhall

## Kultur und Sehenswürdigkeiten
- Historisches Ortsbild
- Befestigungsanlage mit Mauer, Toren und Türmen
- Spätgotisches Rathaus
- Mariensäule von 1710
- Pfarrkirche St. Gallus
- Domkapitelsche Kellerei, heute Weingut Meintzinger
- Patrizierhäuser Hufnagel und Gresser
- Schwarzenberg-Palais
- Valentinskapelle im Weinberg

## Infrastruktur

### Bildung
Es gibt folgende Einrichtungen (Stand: 2016):
- Kindergarten des Bezirksverbandes der AWO Unterfranken
- Grundschule in Frickenhausen (aufgelöst zum 1. August 2016)

Der Gemeinderat beschloss am 6. Oktober 2015, bei der Regierung von Unterfranken eine Schulsprengeländerung zu beantragen, so dass ab dem Schuljahr 2016/17 die Frickenhäuser Schüler, welche die Klassen 1 bis 4 besuchen, unter dem Dach des Grundschulverbandes Eibelstadt unterrichtet werden.
Die Grundschule in Frickenhausen wird in den Schuljahren 2016/17 sowie 2017/18 von der Grundschule Eibelstadt mitgenutzt, da die dortige Schule saniert wird.

### Verkehr
Durch den Osten des Gemeindegebietes verläuft die Bundesautobahn 7; die nächste Anschlussstelle ist Marktbreit, einige Kilometer südöstlich auf der anderen Mainseite gelegen.
Die Gemeinde liegt im Gebiet des Verkehrsverbunds Nahverkehr Mainfranken. Die Buslinie 554 verbindet Frickenhausen stündlich und sonntags zweistündlich mit der kreisfreien Stadt Würzburg.
Der nächste Bahnhof, Ochsenfurt an der Strecke Ansbach–Würzburg, liegt auf der anderen Mainseite, etwa drei Kilometer vom Ortszentrum entfernt.
Durch Frickenhausen verläuft der Fernwanderweg Fränkischer Marienweg.

## Persönlichkeiten
- Johannes Teuschlein (ca. 1485–1525), Theologe und Prediger in Windsheim und Rothenburg
- Georg Orter von Frickenhausen († 1497), Dominikaner
- Conrad Ludwig Gallus Hermes (1728–1784), Bildhauer und Bildstockmeister, Hermes lebte ab 1762 als Bürger in der Marktgemeinde Frickenhausen und starb hier
- Franz Berg (1753–1821), katholischer Theologe, Philosoph und Professor in Würzburg
- Christoph Bonifacius Zang (1772–1835), bedeutender Chirurg und Wundarzt in Wien
- Adam Grünewald (1902–1945), Kommandant des KZ Herzogenbusch
- German Hofmann (1942–2007), volkstümlicher Musiker